# Coéducation
 (avril 2017).
Si vous disposez d'ouvrages ou d'articles de référence ou si vous connaissez des sites web de qualité traitant du thème abordé ici, merci de compléter l'article en donnant les références utiles à sa vérifiabilité et en les liant à la section « Notes et références ».
La coéducation est un concept pédagogique qui peut avoir plusieurs significations. 

## La coéducation mixte
Dans ce sens, le plus ancien, la coéducation est l'instruction et l'éducation en commun des garçons et des filles, dans des groupes mixtes, mais cette conception exclut le traitement identique et implique une collaboration qui permette à chaque sexe d'exercer librement sur l'autre une influence salutaire.

## La coéducation grégaire
Dans ce sens, la coéducation est un concept plus récent qui remet en cause la transmission traditionnelle du savoir et des valeurs par les aînés. À l’autorité, elle préfère l’expérience collective, l'autonomie et l’émulation par le groupe pour arriver au même résultat.
Ainsi il n’y a plus de maîtres qui encadrent des jeunes et enseignent un savoir mais au contraire une dynamique de groupe qui permet à chacun de faire l’apprentissage de la société par auto-gestion et la redécouverte des savoirs en fonction des projets qui émergent de ce groupe.
La coéducation valorise la spontanéité, la créativité, l’autonomie, l’individualisme. Elle rejette l’autorité, les normes, qui sont apparentées au dressage ou à la notion de violence symbolique institutionnelle. Elle ne valorise pas non plus outre mesure la performance, et donc le principe de classement et de notation, puisque l’important n’est pas de réussir mais de se réaliser. Elle promeut donc l’égalitarisme et l’individualisme.
Le succès du livre « Libres enfants de SummerHill » fut un des signes de la diffusion et de la popularité de cette pensée dans les années 1960-70.
La coéducation a profondément influencé la pédagogie en France et marque encore considérablement aujourd’hui les organismes et associations s’occupant d’enfants (comme le Ministère de l'Éducation nationale, les organisations de scoutisme ou les mouvements d'éducation populaire).

## La coéducation parentale
Dans ce sens, il s'agit d'associer les parents aux actions éducatives entreprises par les personnels d'éducation à l'école. 
Cela permet alors la coopération entre parents d'élèves et professionnels de l'éducation. Cette collaboration est importante pour l'enfant, car elle reconnaît la place du parent dans l'établissement scolaire, permettant et encourageant ainsi leur implication non seulement auprès de leur enfant mais également dans la vie collective de l'établissement. L'enfant est suivi dans son milieu familial et dans son milieu scolaire tout en ayant un échange entre les deux milieux. L'école est la continuité de la famille et réciproquement. 
Les avantages de cette forme d'éducation sont d'une part l'amélioration des relations entre les parents, ce qui permet le maintien d'un lien social, et d'autre part le partage de connaissances et de valeurs grâce aux échanges réguliers entre les deux milieux. Il est important que les parents s'investissent dans la vie scolaire de leur enfant ainsi que dans la vie associative de l'établissement. 
Les parents d'élèves sont représentés par une association de délégués de parents d'élèves. L'association des parents d'élèves a pour objet la défense des intérêts moraux et matériels communs aux parents d'élèves. Cette représentation se fait lors des conseils d'école, des conseils d'administration des établissements scolaires et aux conseils de classe. 

### En France
Il existe plusieurs associations comme l'APEL, l'OGEC, la FCPE, la PEEP, l'ACEPP ou l'UNAAPE dont le rôle est d'assurer le respect des principes de fonctionnement du service public d'éducation comme respecter le principe de laïcité, les dispositions relatives à la vie privée et prohibant les injures et diffamations ainsi qu'exclure toute propagande en faveur d'un parti politique ou d'une entreprise commerciale. Pour se faire connaître de tous les parents, les associations disposent de moyens matériels et sont autorisées à faire connaître leurs actions aux moyens de documents distribués aux élèves. Elles peuvent mettre en place des réunions de travail entre professeurs et parents, et également proposer et organiser certains services en faveur des parents d'élèves ou des élèves. Pour organiser les activités autres que celles se rattachant aux nécessités de la formation, elles doivent en référer au maire. Ces activités sont destinées à animer la vie de l'établissement. 
Le gouvernement français s'implique dans cette volonté d'impliquer les parents dans la vie scolaire de leur enfant. En effet, il a mis en place de nombreuses actions telles que :
- Un projet de décret pour reconnaître l'engagement des parents délégués dans les instances de dialogue social.
- Un module de formation spécifique pour les parents élus aux instances départementales académiques et nationales.
- Une formation en ligne accessible pour les 293 000 parents délégués.
- La construction d'un référentiel pour reconnaître les compétences des parents délégués.
- Une charte de reconnaissance des parents délégués dans les entreprises volontaires.
- Développer les mallettes des parents : de nouveaux outils pour favoriser la coéducation.
- Animer les espaces parents : création d'un mémento.
- Des outils pour impliquer davantage les représentants des parents d'élèves dans les projets éducatifs territoriaux.